# François Barthélemy
Pour les articles homonymes, voir Barthélemy.
Balthazar François, marquis de Barthélemy, né le 20 octobre 1747 à Aubagne, mort le 3 avril 1830 à Paris, est un diplomate et homme politique français qui fut l'un des directeurs de la première République française. Il est ensuite comte de l'Empire en 1808 puis nommé pair et marquis en 1817.

## Biographie
François Barthélemy  est le fils d'Honoré Barthélemy, bourgeois d'Aubagne, et de Gabrielle Jourdan, ainsi que le frère de Joseph Anicet Barthélemy et de l'abbé André Barthélemy de Courcay. Neveu de l'abbé Jean-Jacques Barthélemy, protégé par le duc de Choiseul, ami de son oncle, il suit avec succès la carrière de la diplomatie.
Il est le numéro deux de l'ambassade de Londres, d'abord chargé d'affaires du comte Jean-Balthazar d'Adhémar, dont il assura l'intérim lors d'absences pour cause de santé, à l'automne 1784, puis, à partir de 1787 chargé d'affaires et homme de confiance de son successeur le comte de La Luzerne.
Nommé ministre de France en Suisse à la fin de l'année 1791, il parvient à conclure à Bâle, en 1795, 3 traités : le premier avec la Prusse le 5 avril, le deuxième avec les Provinces-Unies le 16 mai, et le troisième avec l'Espagne le 22 juillet. Ces traités commencèrent à mettre un terme à la guerre européenne. Sa réputation de modération le fit porter au Directoire (20 mai 1797) ; mais cette modération même et les dispositions royalistes qu'on lui supposait, l'en firent exclure quelques mois plus tard au coup d'État du 18 fructidor. Déporté à Cayenne, il fut bientôt après transféré avec ses compagnons d'infortune dans les déserts pestilentiels de Sinnamary ; mais il parvint à s'échapper et fut accueilli dans la Guyane néerlandaise, où on lui fournit les moyens de se rendre en Angleterre. Il rentra en France après le coup d'État du 18 brumaire, et devint membre du Sénat conservateur le 4 pluviôse an VIII, puis comte de l'Empire par lettres patentes du 26 août 1808. Il préside la séance du Sénat durant laquelle est proclamée la déchéance de l'Empereur.
S'étant rallié à la Restauration, il fut un des commissaires chargés par Louis XVIII de rédiger la Charte de 1814, puis nommé pair et marquis. Il fit en 1819 une proposition célèbre, qui avait pour but de restreindre les droits électoraux.
Son nom et son titre de marquis passèrent après sa mort à son petit-neveu Xavier Sauvaire de Barthélémy, qui siégea en 1848 à l'Assemblée constituante.
François Barthélemy a laissé des Mémoires, qui ont trait à sa carrière diplomatique à partir de 1792.

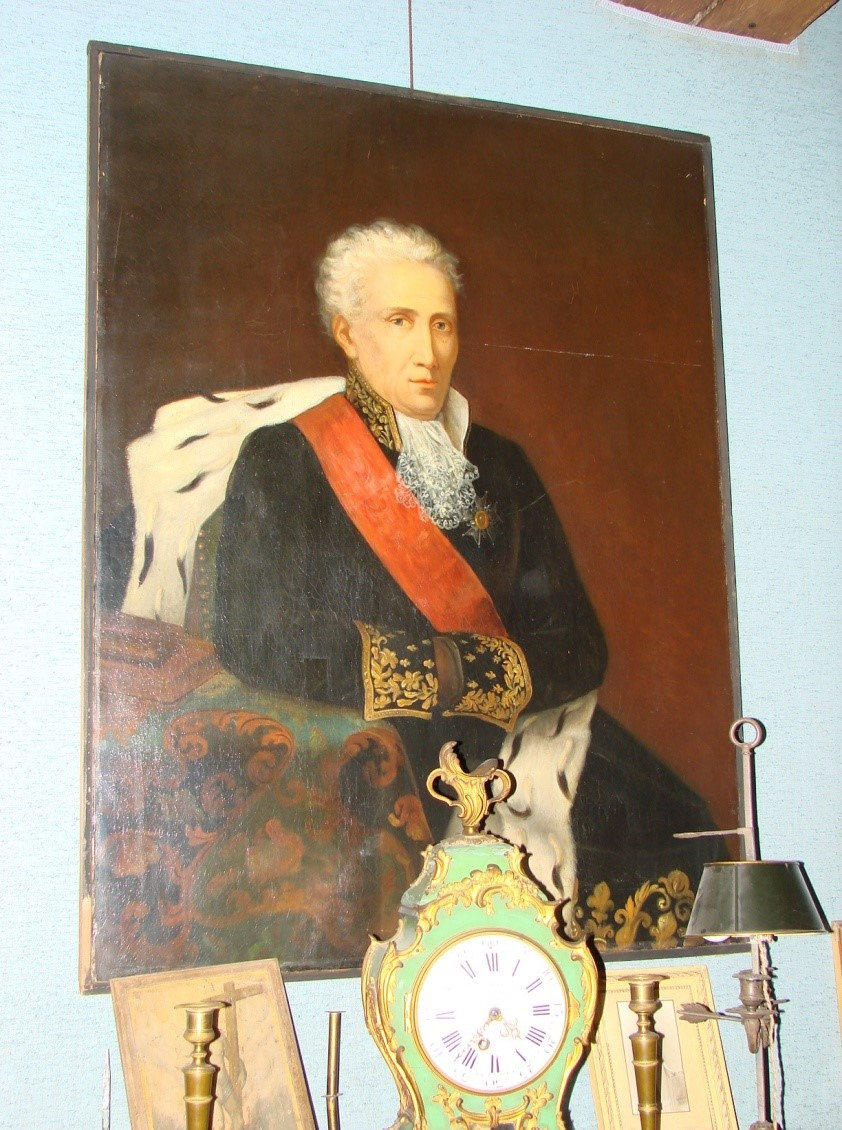
Francois barthélémy

## Titres
- Comte Barthélemy et de l'Empire (lettres patentes de 26 avril 1808, Bayonne[1]) ;
- Pair de France[2] (du 4 juin 1814) et nommé vice-président de la Chambre des pairs par Louis XVIII;
- Siégea au Conseil privé à partir de 1815 ;
  - Marquis-pair héréditaire (31 août 1817, lettres patentes du 19 septembre 1829 avec transmission à son neveu Xavier Sauvaire de Barthélémy ).

## Distinctions
- Légion d'honneur[3] :
  - Légionnaire (9 vendémiaire an XII), puis,
  - Commandant (25 prairial an XII, puis,
  - Grand officier (11 juin 1811), puis,
  - Grand-croix de la Légion d'honneur (6 janvier 1815) ;
- Membre de l'Institut

## Armoiries
| Figure | Blasonnement |
|        | Armes du comte Barthélemy de l'Empire D'azur, à six palmes d'or accolées et passées en sautoir par le pied deux et deux en chevrons renversés ; le franc-canton de sénateur à bordure de sable. - Livrées : jaune, bleu, blanc & sable. |
|        | Armes du marquis Barthélemy, pair de France D'azur au rocher d’argent mouvant de la pointe surmonté d’un soleil d’or. |

## Écrits de François Barthélemy
- Mémoires historiques et diplomatiques de Barthélemy, depuis le 14 juillet jusqu’au 30 prairial an VII, Paris, [s. n.], 1799, 223 p. (lire en ligne). — Rédigés par Jean-Louis Giraud-Soulavie.
- Débats de la Chambre des pairs sur la proposition faite par M. le marquis de Barthélemy relativement à la loi des élections..., Paris, Pélicier et Delaunay, 1819, 86 p. — Extrait du Moniteur.
- Développements d’une proposition faite à la Chambre par M. le marquis de Barthélemy, et relative aux modifications dont pourrait être susceptible la loi sur l’organisation des collèges électoraux, Paris, Imprimerie de P. Didot l’aîné, 1819, 9 p.
- Papiers de Barthélemy, ambassadeur de France en Suisse : 1792-1797, Paris, F. Alcan, coll. « Inventaire analytique des archives du ministère des Affaires étrangères », 1886-1910, 6 vol. — Publiés par Jean Kaulek et Alexandre Tausserat-Radel.
  - Volume 1 : Année 1792 (lire en ligne).
  - Volume 2 : Janvier-août 1793 (lire en ligne).
  - Volume 3 : Septembre 1793-mars 1794 (lire en ligne).
  - Volume 4 : Avril 1794-février 1795 (lire en ligne).
  - Volume 5 : Septembre 1794-septembre 1796 (lire en ligne).
  - Volume 6 : Paix avec l’Espagne (novembre 1794-janvier 1796), échange de Madame Royale (juillet 1795-février 1796) (lire en ligne).
- Mémoires de Barthélemy : 1768-1819, Paris, Plon-Nourrit, 1914, XIII-435 p. — Publiés par Jacques de Dampierre.

## Source
- « François Barthélemy », dans Adolphe Robert et Gaston Cougny, Dictionnaire des parlementaires français, Edgar Bourloton, 1889-1891 [détail de l’édition]

Cet article comprend des extraits du Dictionnaire Bouillet. Il est possible de supprimer cette indication, si le texte reflète le savoir actuel sur ce thème, si les sources sont citées, s'il satisfait aux exigences linguistiques actuelles et s'il ne contient pas de propos qui vont à l'encontre des règles de neutralité de Wikipédia.